# 坂根交差点
坂根交差点（さかねこうさてん）は、岡山県英田郡西粟倉村坂根にある国道373号の現道と志戸坂峠道路（鳥取自動車道に並行する自動車専用道路）との立体交差点である。立体交差点のため、坂根ランプ（さかねランプ）とも呼ばれる。

## 概要
- 自動車専用道路の志戸坂峠道路と一般道路の志戸坂トンネルが直通し、西粟倉村内の国道373号現道が分岐する構造となっている。
- 最高速度は、志戸坂峠道路が60 km/h、志戸坂トンネルは一般道路（東側〈上り線側〉に歩道あり）で、50 km/hとなっている。

## 歴史
- 1981年（昭和56年）：志戸坂トンネルが開通[2]。
- 1994年（平成6年）12月19日：志戸坂峠道路岡山県側区間の供用開始に伴い、坂根交差点を設置。
- 2008年（平成20年）3月30日：志戸坂トンネルを含む志戸坂峠道路が一般国道の指定区間（国による管理）に編入[2]。

## 周辺
- 志戸坂峠

## 接続する道路
- 直接接続
  - 国道373号

## 料金所
- 国土交通省が管轄する無料区間のため、料金所は設置されていない。

## 隣
E29 志戸坂峠道路
(3) 西粟倉IC/道の駅あわくらんど - (3-1) 坂根交差点 - (3-2) 駒帰交差点 - 福原PA/BS（PAは上り線のみ） - (4) 智頭南IC（佐用方面出入口）